# بدلان
بدلان، روستایی است از توابع بخش فیرورق(پئره) از شهرستان خوی بعد از روستاهای پسک سفلی _آغاسی کندی_میری کندی_باغ رجب_داش پسک شهرستان خوی استان آذربایجان غربی ایران.

## جمعیت
این روستا در بخش فیرورق قرار داشته و بر اساس سرشماری سال ۱۳۸۵ جمعیت آن ۵۶۹ نفر (۱۱۰ خانوار)
بوده‌است.

## مردم
مردم بدلان شیعه مذهب هستند و به زبان ترکی آذربایجانی سخن می‌گویند.

## جاذبه‌های گردشگری

نمایی از آبشار قیزیل‌چیر

آبشار بدلان که نام اصلی آن قیزیل‌چیر است، در کوهستان‌های شمال روستا قرار دارد و ارتفاع این آبشار زیبا ۱۳ متر می‌باشد. منطقهٔ کئچی قیران (Keçi Qıran) در قسمت غربی روستا که مراتعی سرسبز هستند هم از دیگر دیدنی‌های روستا هستند. اما مهم‌ترین جاذبهٔ روستا کوه اورین است که بیش از ۳٬۶۰۰ متر ارتفاع دارد و بلندترین قلهٔ استان آذربایجان غربی می‌باشد.